# Mockingbird (Eminem)
"Mockingbird" is een single van rapper Eminem, afkomstig van zijn album Encore. De track werd geproduceerd en geschreven door Eminem zelf en was een redelijk succes in verschillende landen. "Mockingbird" gaat over de relatie tussen Eminem en zijn dochter.

## Charts
| Chart                           | Hoogste positie |
| ------------------------------- | --------------- |
| Australische ARIA Single Top 50 | 8               |
| Belgische Ultratop 50           | 30              |
| Deense Single Top 40            | 11              |
| Duitse Single Top 100           | 15              |
| Engelse Single Top 75           | 4               |
| Ierse Single Top 50             | 8               |
| Italiaanse Single Top 50        | 26              |
| Nederlandse Top 40              | 25              |
| Nieuw-Zeeland Single Top 40     | 8               |
| Noorse Single Top 20            | 7               |
| Oostenrijkse Single Top 75      | 18              |
| United World Chart              | 22              |
| VS Billboard Hot 100            | 11              |
| Zwitserse Single Top 100        | 14              |